# Знаменівка (Самарівський район)
Знаме́нівка  — село в Піщанській сільській громаді Самарівського району Дніпропетровської області (Україна). Населення за переписом 2001 року становить 4410 осіб. До 2017 року було центром Знаменівської сільської ради.

## Географія
Село лежить за 7 км від лівого берега річки Самара, на відстані 1 км від смт. Меліоративне і за 2,5 км від с. Новотроїцьке. Місцевість навколо села заболочена, є великі озера, у тому числі озеро Солоний Лиман. Саме село лежить над озером Займанське (нині Велике). До села примикає Самарський ліс. Поруч проходять автомобільна дорога М04 (E50) і залізниця — станція Орлівщина за 2 км.

## Історія
Село засноване в 1779 році. Першими його жителями були відставні солдати й козаки. У їхні обов'язки входило побудувати й утримувати в порядку поштовий тракт і етапну дорогу між Новоселицею (нині Новомосковськ) і Матвіївкою (тепер Павлоград).

### XIX століття
1886 року тут мешкало 4022 особи з 693 дворовими господарствами. Тут були волосна управа, православна церква, школа, 2 постоялих двори, рейнський погріб, 4 лавки, 2 ярмарки, щоденний базар. Слобода була центром Знаменської волості Новомосковського повіту, до якої входила також Орлівщина і Піщанка.

### XX століття
14 червня 1920 року відбулася кривава каральна акція 3 батальйонів терористичної червоної латиської дивізії, озброєних 2 кулеметами і 1 гарматою, проти селян Знам'янки.
Селяни чинили спротив владі, що проводила грабіжницькі хлібозаготівлі і намагалася змусити селян віддати майно до колгоспу. Одне з найбільших повстань у Дніпропетровській області сталося у Знаменці у березні 1931 року, коли селяни сокирами зарубали 20 селян з артілі «Спартак» у с.Новотроiцьке (поряд зi Знаменiвкою).
1989 року за переписом тут проживало приблизно 5200 осіб.

## Населення

### Мова
Розподіл населення за рідною мовою за даними перепису 2001 року:
| Мова            | Кількість | Відсоток |
| --------------- | --------- | -------- |
| українська      | 4160      | 93.27%   |
| російська       | 229       | 5.13%    |
| білоруська      | 8         | 0.18%    |
| вірменська      | 2         | 0.05%    |
| румунська       | 2         | 0.05%    |
| угорська        | 1         | 0.02%    |
| інші/не вказали | 58        | 1.30%    |
| Усього          | 4460      | 100%     |

## Економіка
- ЗАТ «Новомосковський завод мінеральних вод».
- ТОВ «Племзавод „Україна“».
- в лютому 2017-го року почала роботу біомасова теплоелектростанція, електрична потужність складає 3600 кВт/год[7]

## Об'єкти соціальної сфери
- Школа № 1.
- Школа № 2.

## Релігія
В селі знаходяться дві православні церкви - Храм Різдва Пресвятої Богородиці ПЦУ та храм ікони Божої Матері "Знамення" (вул. Центральна, 185-А).

## Відомі люди
- Вірченко Микола Микитович -  доктор економічних наук, заслужений працівник сільського господарства України, голова племптахозаводу "Україна" з 1987р. Завдяки його сприянню Знаменівка була однією із перших з газифікованих сіл у Новомосковському районі.
- Балковий Петро Миколайович — український історик.
- Каптєлов Роман Володимирович — український підприємець, політик. Народний депутат України IX скликання.
- Малишко Микола Олексійович — український скульптор, художник. Заслужений художник України.
- В 1990-их роках тут побудував маєток за ровом Павло Лазаренко, де мешкали батьки його колишньої дружини.
- Герасименко Іван Саввич — сержант, учасник Німецько-радянської війни, герой Радянського Союзу.

## Галерея

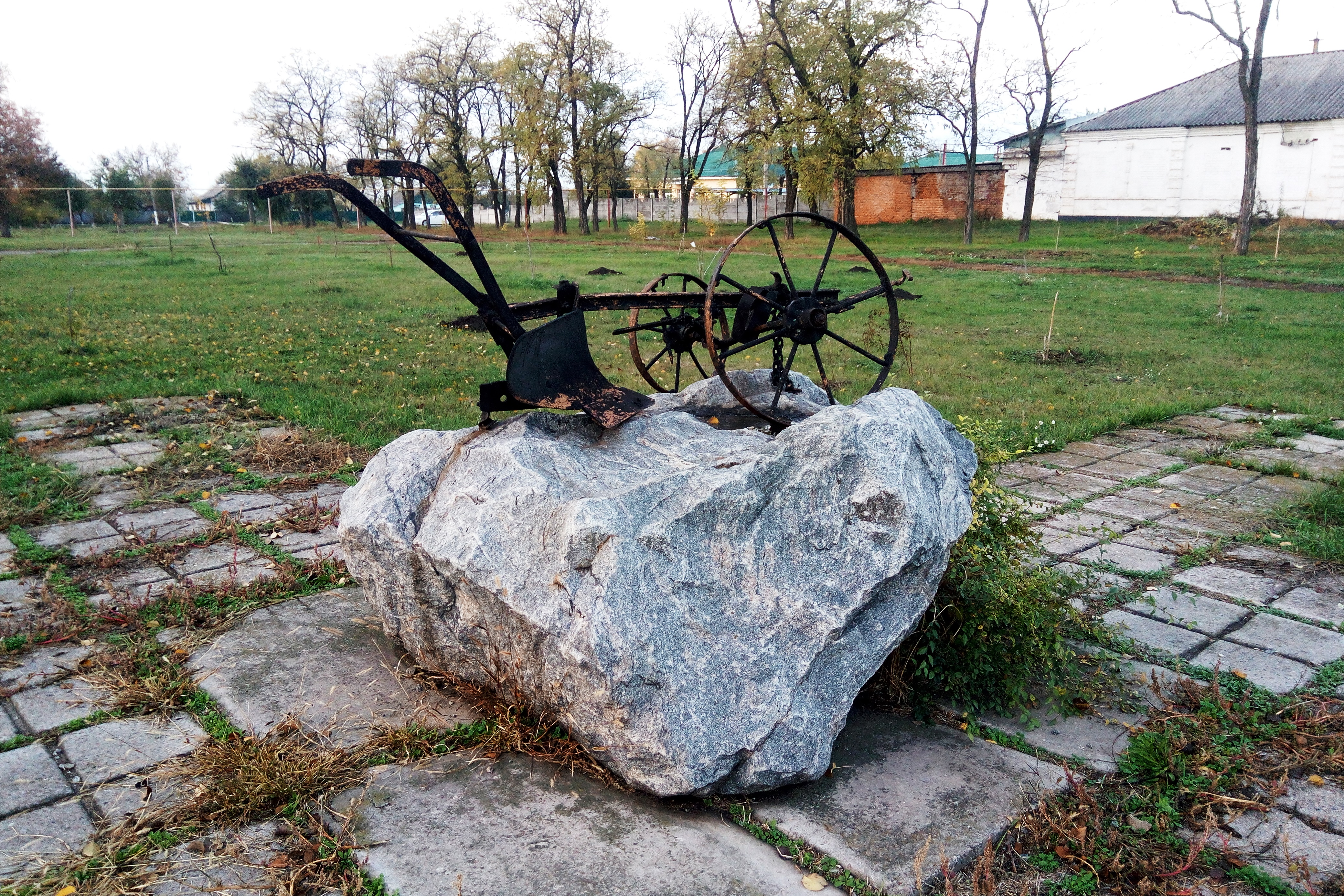
Пам'ятний знак жертвам Голодомору
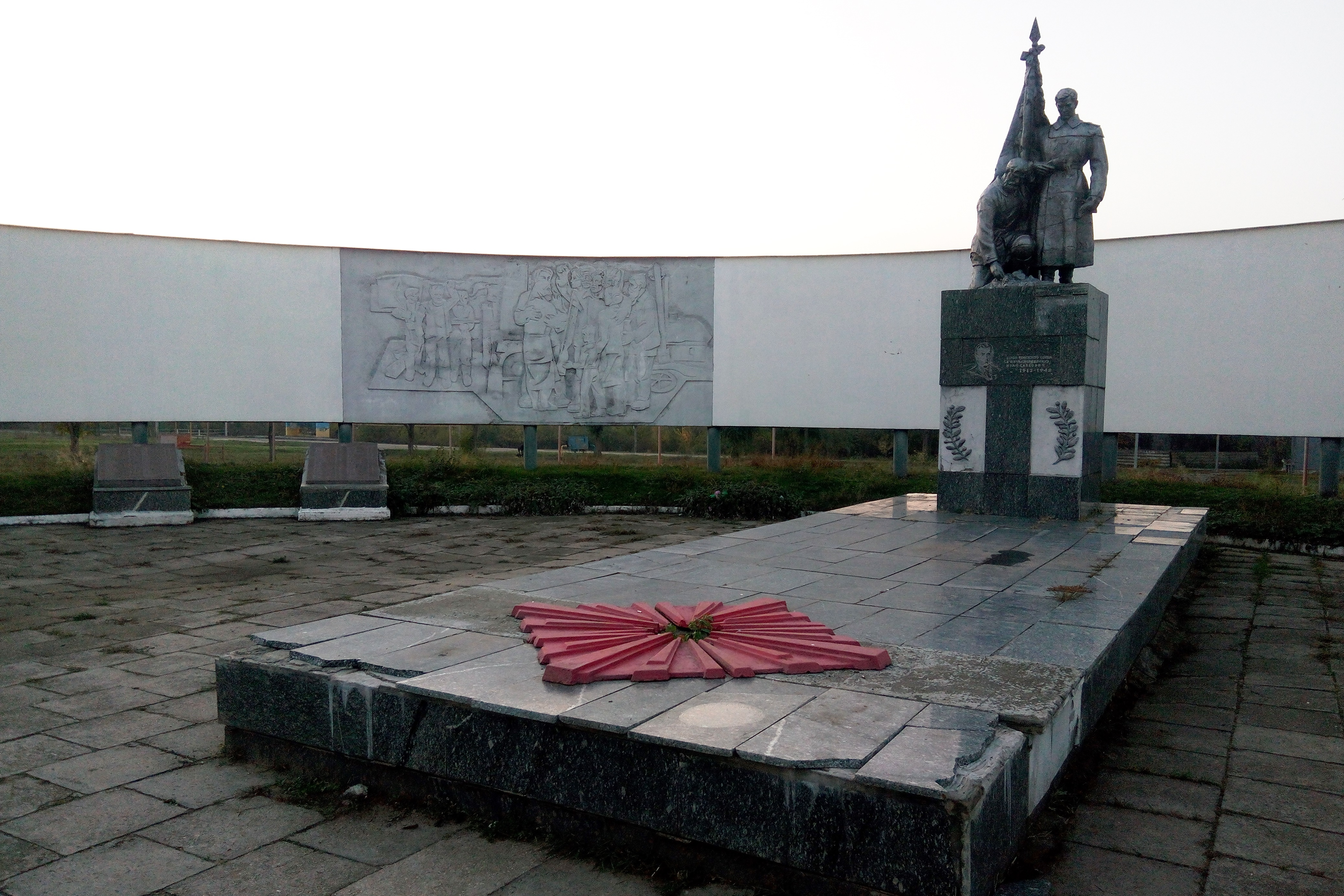
Меморіал Слави
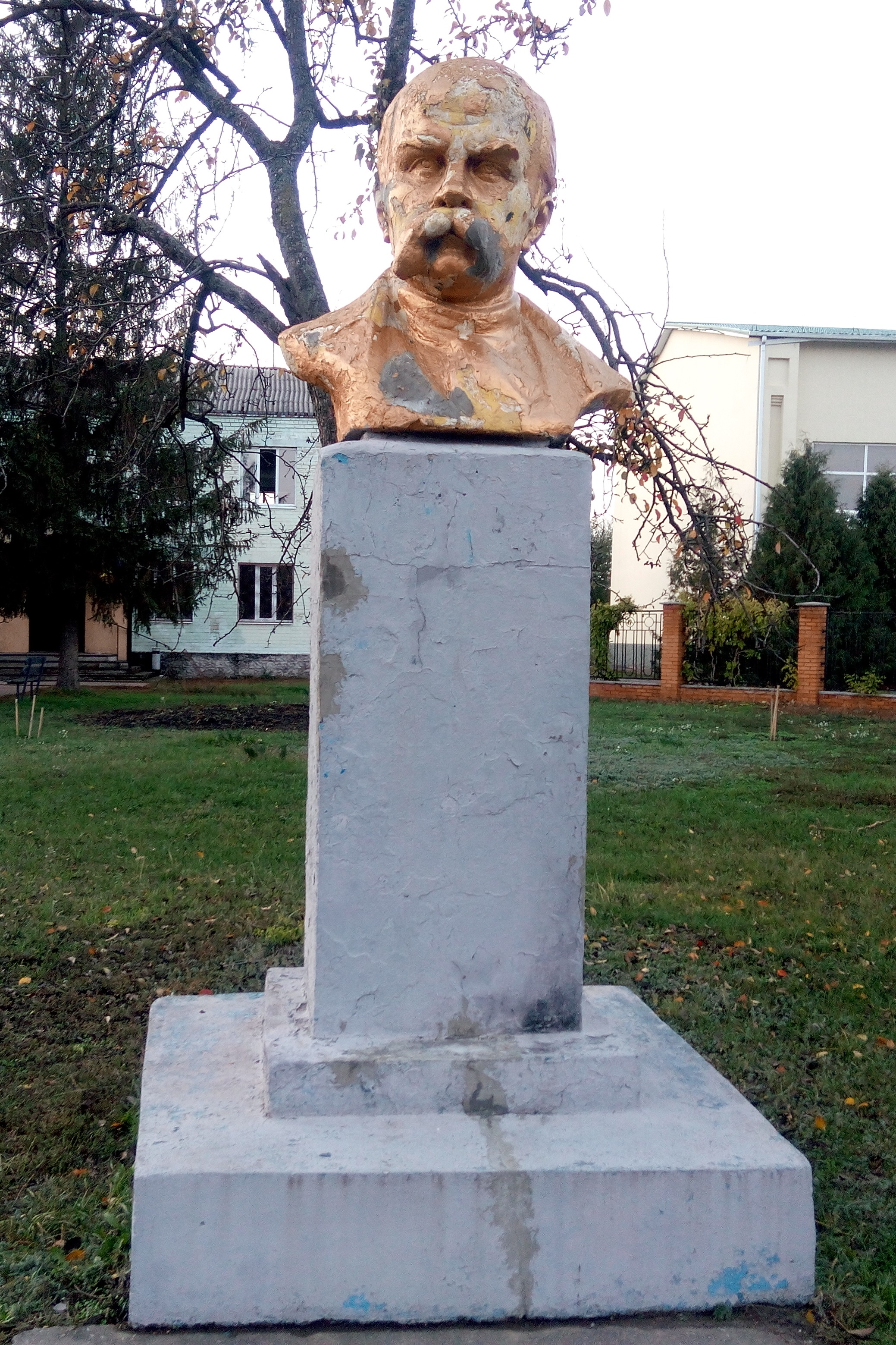
Погруддя Тарасові Шевченку
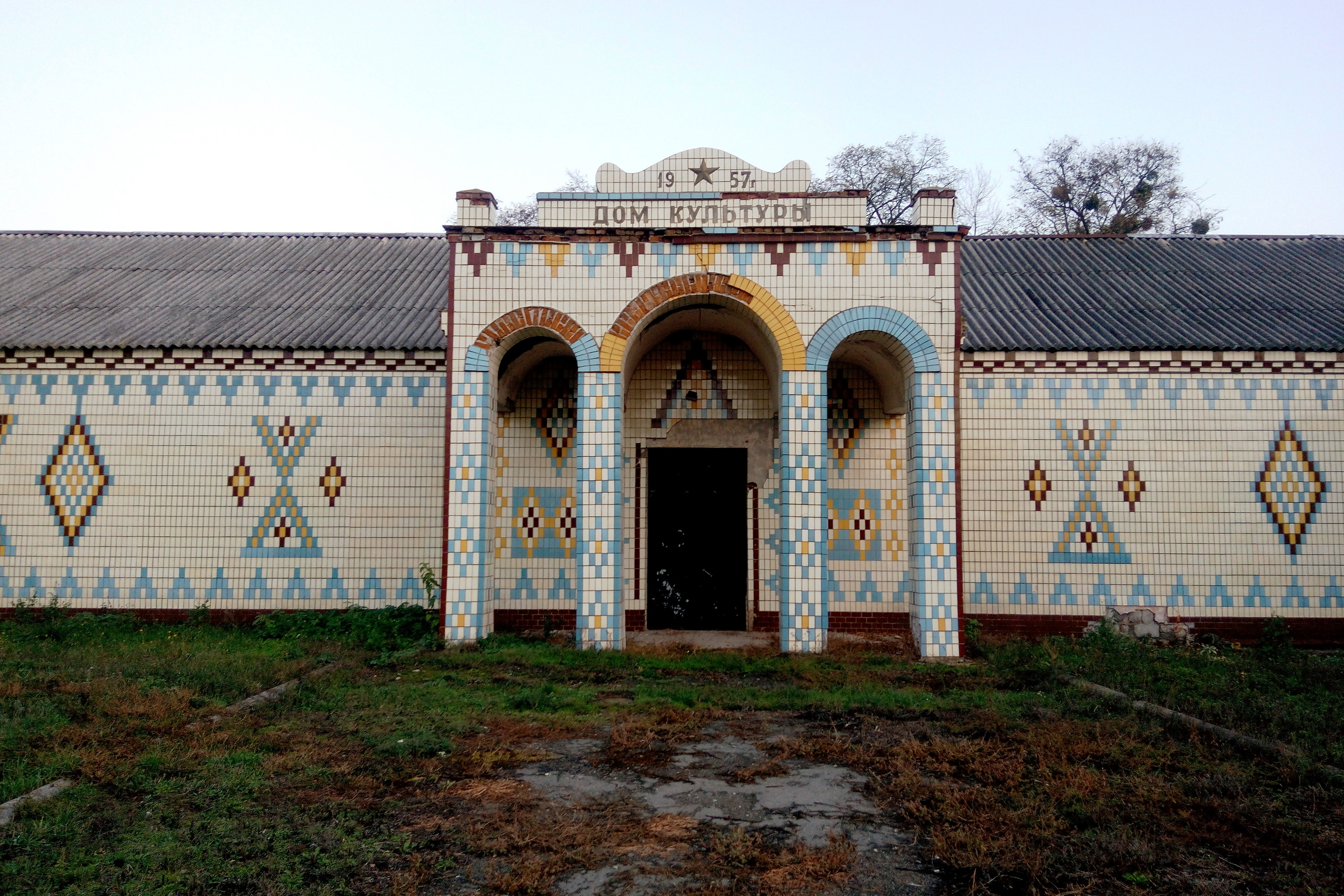
Будинок культури (1957)